# Історія одного Поросятка (фільм, 1994)
«Історія одного Поросятка» — український анімаційний фільм 1994 року студії Укранімафільм, автор сценарію і режисер — Людмила Ткачикова. Мультфільм знятий за мотивами однойменного дитячого оповідання Юрія Вінничука.

## Сюжет
"Було собі одне поросятко, яке полюбляло мандрувати. Не знаю чому йому не сиділося на місці. А от не сиділося, і край...".

## Над фільмом працювали
- За мотивами казки: Юрія Винничука;
- Текст читає: Богдан Бенюк;

- Автор сценарію і кінорежисер: Людмила Ткачикова;
- Художник-постановник: Валентина Серцова;
- Композитор: Володимир Бистряков;
- Кінооператор: Ірина Сергєєва (у титрах І. Сергеєва);
- Звукооператор: Юрій Нечеса;
- Художники-аніматори: Євген Сивокінь, С. Шпак, Геннадій Летуновський;
- Асистенти: Лариса Кучерова, Олена Дроздова, Віра Боженок;
- Монтаж: О. Деряжна;
- Редактор: Світлана Куценко;
- Директор знімальної групи: В'ячеслав Кілінський (у титрах В. Килинський).